# Calul troian

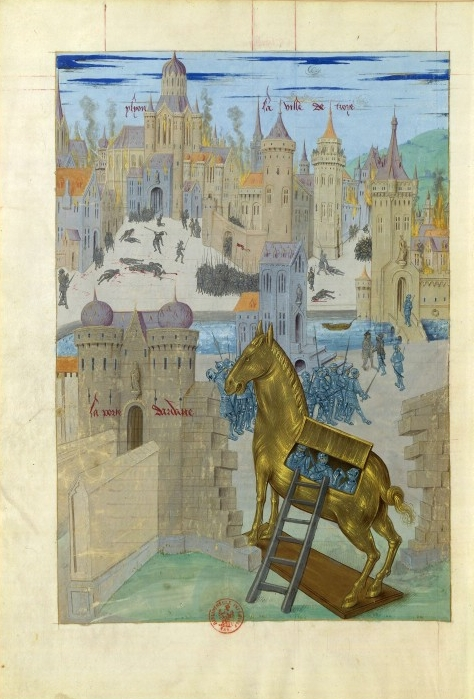
Desen dintr-un manuscris francez din 1495

Calul troian, conform poemului epic Eneida a lui Virgiliu,  plasat secundar între evenimentele care sunt descrise în epopeile Iliada și Odiseea ale lui Homer, se referă la un obiect masiv, de forma unui cal imens, construit din lemn, care putea fi transportat pe cele patru roți ale sale, și care s-ar fi dovedit decisiv în cucerirea cetății Troia la finalul Războiului Troian, care a avut loc între ahei și troieni și a durat zece ani. Se crede, conform celor descrise de Homer, că inventatorul calului troian ar fi fost  Ulise (Odiseus), regele insulei Itaca.
Sintagma de cal troian se aplică unei stratageme perfide de subminare din interior a pozițiilor adversarului.

## Ideea realizării Calului Troian
Ideea lui Ulise era plasarea calului de lemn, având un grup de războinici de elită ascunși în el, în apropierea porților cetății Troia, simulând un dar gigantic, care ar fi putut fi atribuit lor înșiși, zeilor sau amândurora. Simultan, flota ahee urma să regizeze abandonarea asediului și să părăsească sediul bătăliei plecând (aparent) definitiv. Urma să se întoarcă mult după apusul soarelui, mai exact după miezul nopții, când vigilența troienilor va fi fost redusă la minimum și grupul de comando ascuns în cal ar fi putut acționa din interiorul cetății.
În realitate, mizând pe uzura morală și nervoasă a asediaților, absolut inerentă după unul dintre cele mai îndelungate asedii consemnate din antichitate, la care ar fi urmat să se adauge surpriza și venerația față de un obiect atât de masiv, confirmată de plecarea abruptă înaintea zorilor a întregii flote grecești, Ulise și Agamemnon sperau în aducerea Calului în cetate. După care, se miza pe sărbătorirea faustuoasă, cu îngurgitare masivă de vin și slăbirea vigilenței locuitorilor Troiei la care luptătorii din cal ar fi ieșit pentru a deschide porțile cetății aheilor reveniți pe tăcute și pregătiți pentru atac. 
Din păcate pentru troieni, planul abilului Ulise a funcționat aidoma previziunilor sale.  Troienii, în ciuda prezicerilor Cassandrei și a lui Laocoon, dar și a altor voci lucide din cetate, nu numai că au exuberat la vederea Calului, care fiind combinată cu plecarea flotei atacatoare, i-au făcut pe aceștia să deschidă larg porțile cetății (după alte surse, chiar au distrus cu propriile lor mâini o parte din zidul de apărare al Troiei pentru a face loc imensului artefact) și să "primească" cu bucurie Calul în cetatea lor, cea care fusese inexpugnabilă pentru un timp atât de îndelungat. Iar restul a fost, într-adevăr istorie.

## Timeo Danaos et dona ferentis
Timeo Danaos et dona ferentis (din latină „Mi-i teamă de greci (danaos) și de cadourile lor”) este o celebră și proverbială frază a lui Vergilius în poemul epic „Eneida” (II, 49, în latină Aeneid), epopeea națională a romanilor, care se referă la Calul troian.

## Realitate sau ficțiune

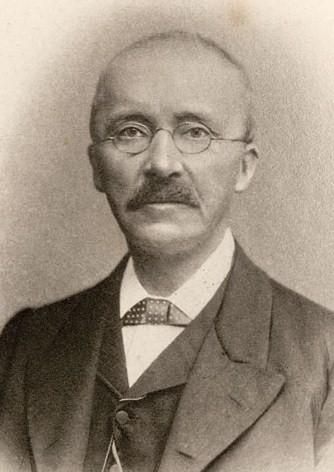
Heinrich Schliemann (1822-1890).

Dupa spusele lui Homer, Troia era plasată deasupra Hellespont-ului, un canal ce separă Asia Minor de Europa. În anii 1870, Heinrich Schliemann a plecat in căutarea acestuia. Urmând descrierile lui Homer, el a început să sape la Hisarlik - Turcia, unde a descoperit ruinele unor numeroase orașe, construite unul deasupra celuilalt. Multe dintre acestea au fost distruse în mod violent; nu este clar care era Troia din legendele lui Homer. Experții sunt acum siguri că Troia a fost un loc real.

## Imagini

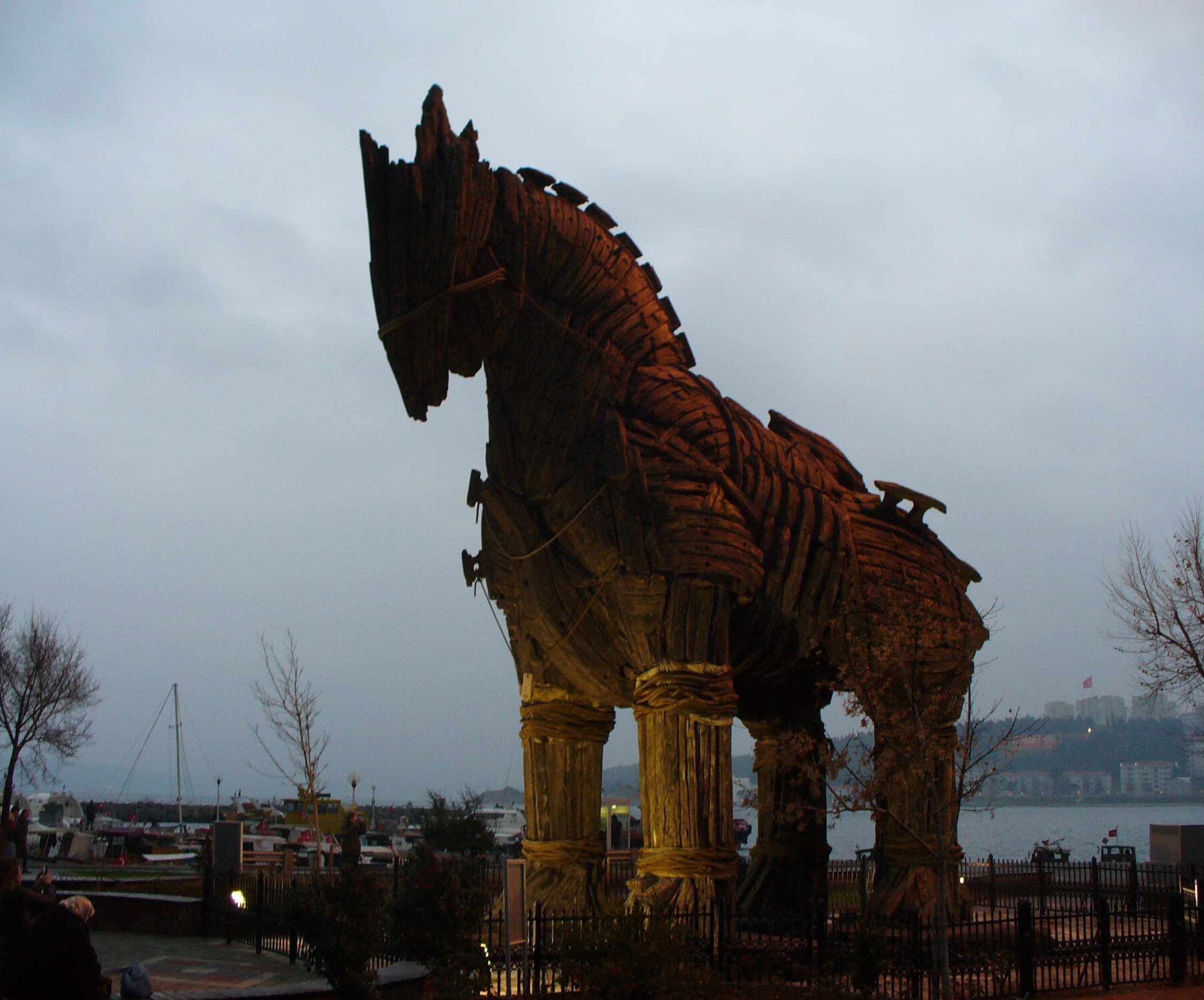
Calul troian din filmul Troia, 2004
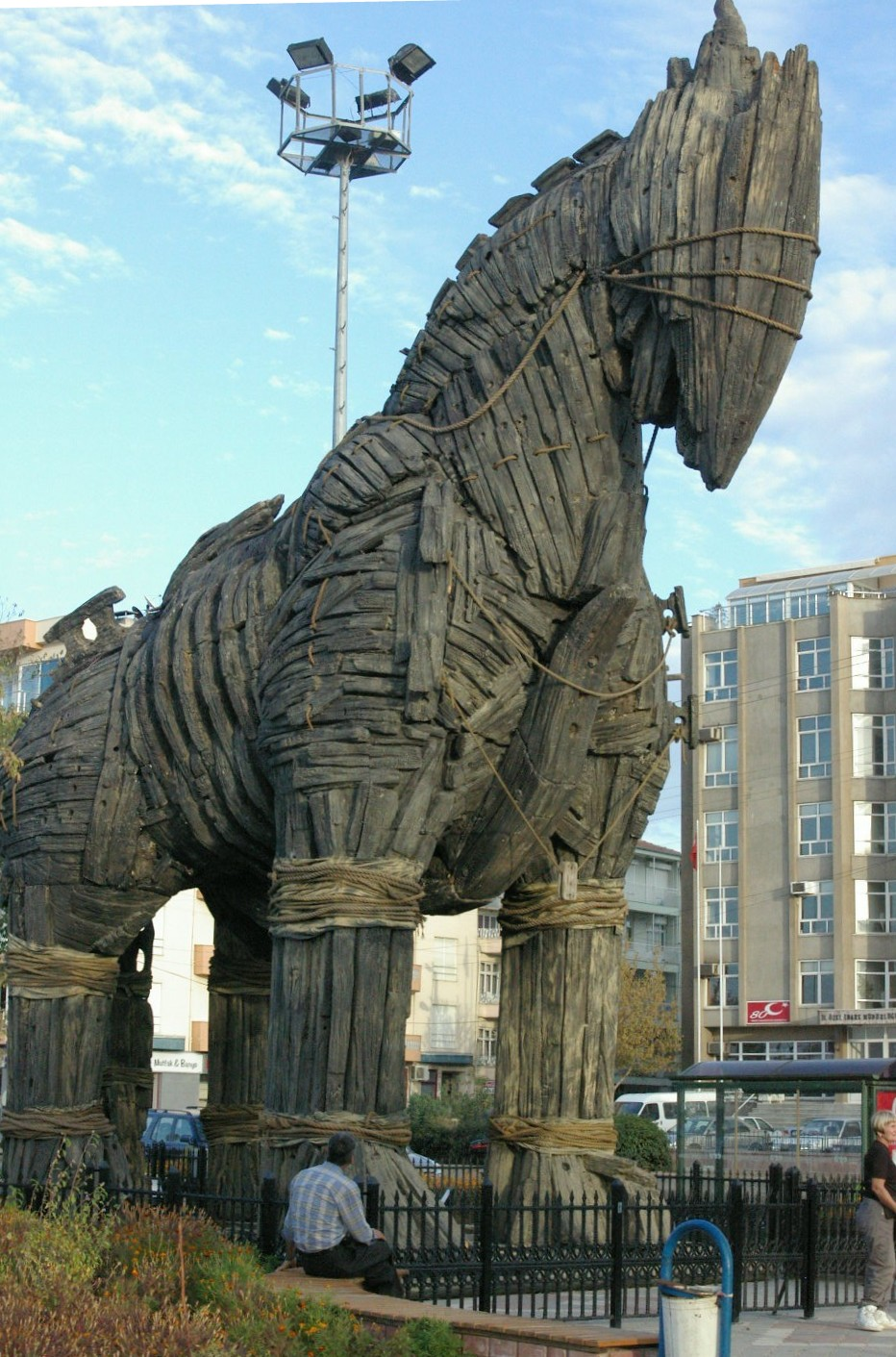
Calul troian, reconstituire din lemn pentru filmul realizat în 2004, Troy, expus la Çanakkale
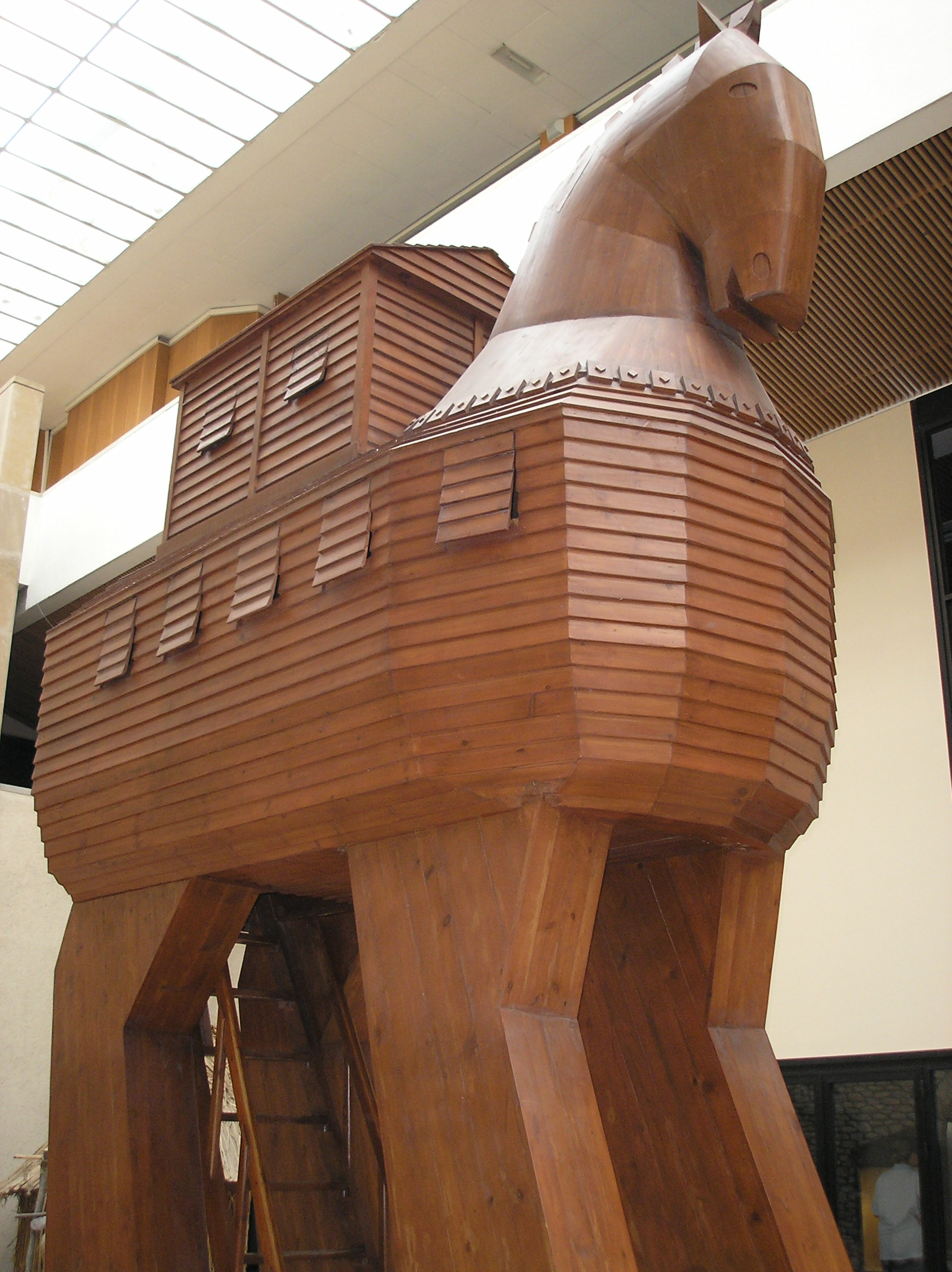
O altă reconstituire a Calului troian, aflată la Muzeul aheologic Istanbul
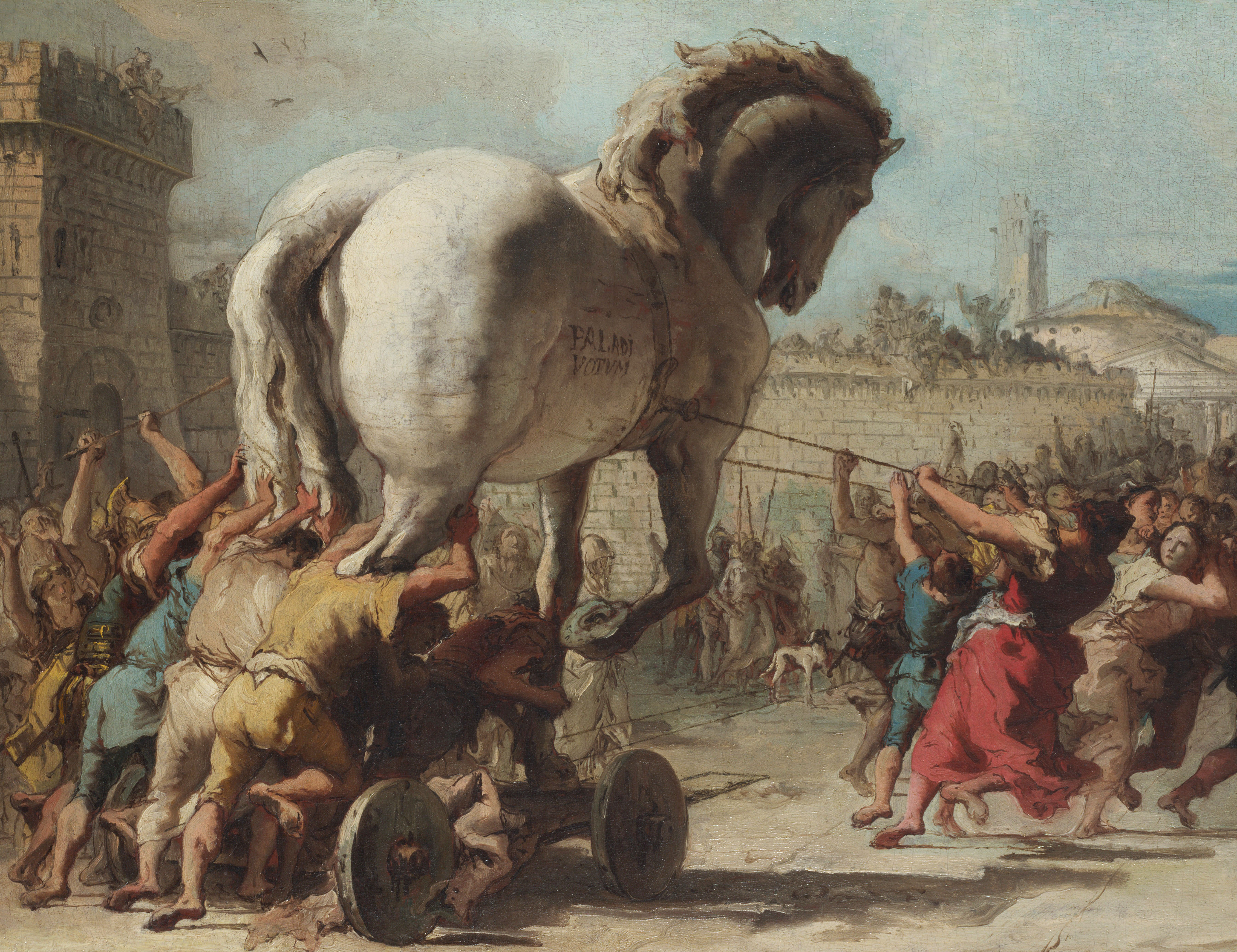
Detaliu din pictura "Procesiunea aducerii Calului (Troian) în Troia" de Giovanni Domenico Tiepolo
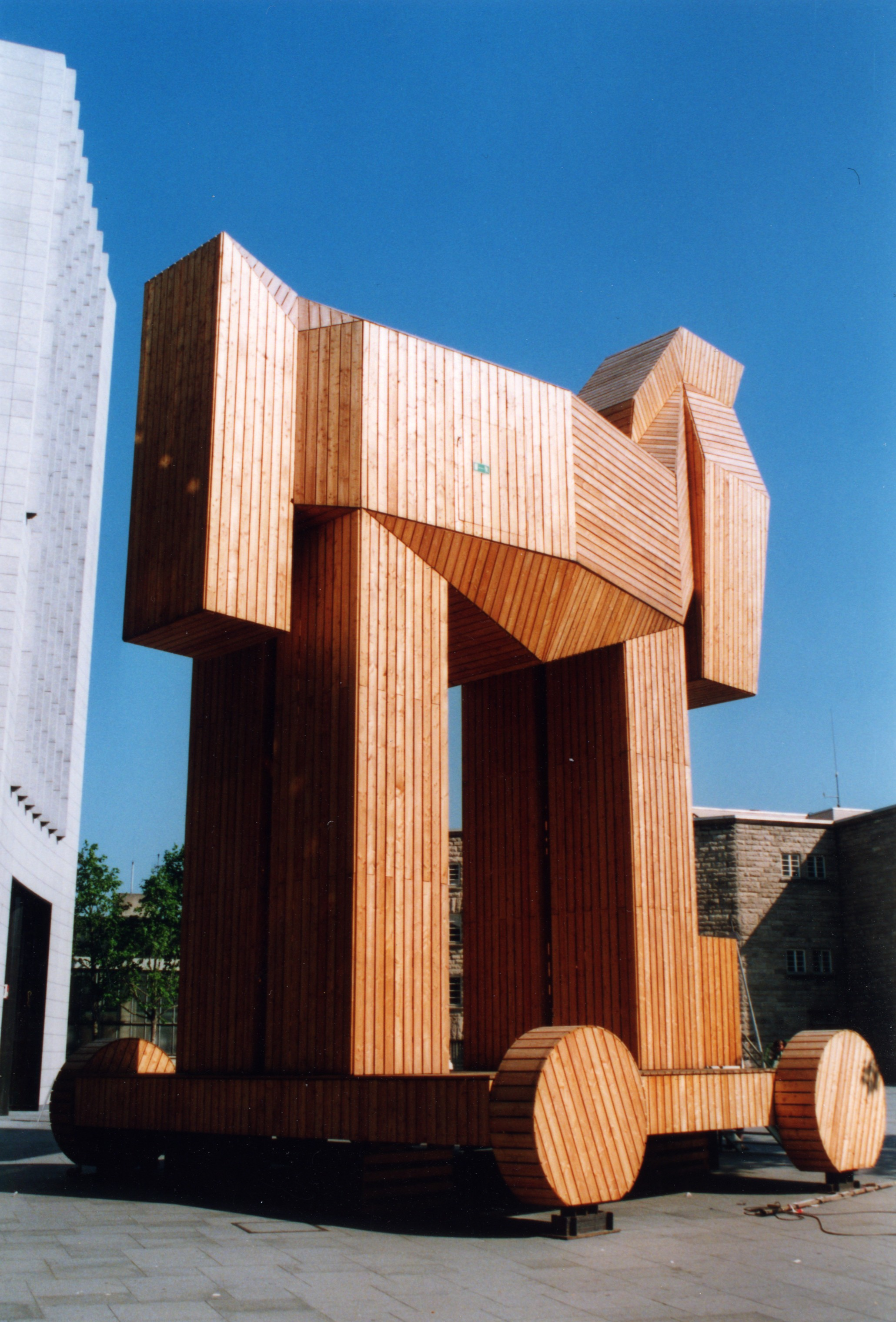
Reconstituire a Calului Troian, Stuttgart, Germania